# Ligamenvirales
Ligamenvirales es un orden de virus que infectan a arqueas hipertermófilas. En el marco del esquema de la Clasificación de Baltimore se integran en el Grupo I, ya que tienen un genoma ADN bicatenario. El nombre deriva del latín ligamen, que significa cuerda o hilo. Los viriones son filamentosos con una nucleocápside helicoidal. En cada extremo se unen fibras o estructuras más complejas involucradas en la adhesión del huésped. Las principales proteínas de la cubierta tienen una topología de haz de cuatro hélices inusual.

## Taxonomía
Incluye las siguientes familias:
- Lipothrixviridae
- Rudiviridae
- Ungulaviridae
- Chiyouviridae

## Clasificación
Se conocen varias familias de virus ADN bicatenario que infectan a arqueas, el tercer dominio de la vida, que presentan características y formas de virión únicas. Los virus de este orden infectan a arqueas hipertermófilas y, aunque presentan diferencias en la complejidad de sus viriones y en los mecanismos de replicación del genoma, comparten una proteína homológa la SIRV2 y otras proteínas, diez genes y se clasifican en el mismo orden.
Los miembros del orden Ligamenvirales están relacionados estructuralmente con los virus de las arqueas de la familia Tristromaviridae que, codifican la proteína principal SIRV2 y la organización del virión es la misma. Debido a estas similitudes estructurales, se propuso clasificar el orden Ligamenvirales y la familia Tristromaviridae dentro del dominio Adnaviria.